# Religion.dk
Religion.dk er en religionsportal, som er ejet af Kristeligt Dagblad. 
Portalen er tværreligiøs og beskæftiger sig med mange forskellige religiøse emner, både fra Danmark og udlandet. Portalens formål er at give internetbrugere mulighed for at få bedre og mere kvalificeret indsigt i religiøse emner. 
Portalen rummer artikler skrevet af fagredaktører, og udvalgte artikler fra Kristeligt Dagblad. Der er også mulighed for, at brugerne kan debattere med hinanden og oprette blogs. 
Debatten administreres af organisationen Areopagos.

## Historie
Portalen startede i december 1999 og var Kristeligt Dagblads første udspil på internet.

## Eksterne links
- Religion.dk
- Areopagos